# Elisabeth Steup
Elisabeth Steup (* 1928 in Witten; † 21. August 2006) war eine deutsche Juristin. Von 1986 bis 1992 war sie Präsidentin des Bundespatentgerichts und damit die erste Frau an der Spitze eines oberen Bundesgerichts.

## Beruflicher Werdegang
Steup kam als Tochter des Politikers Paul Steup zur Welt. Nach dem Abitur 1947 studierte sie Rechtswissenschaften an den Universitäten Köln und Münster. Nach den beiden juristischen Staatsexamina war sie zunächst als Richterin am Amtsgericht Dortmund, dann kurzzeitig am Deutschen Patentamt in München tätig.
Mitte 1959 wechselte sie in das Bundesjustizministerium und war dort im Rang einer Ministerialrätin lange Jahre Referentin für Patentrecht, Wettbewerbs- und Warenzeichenrecht. In der Weltorganisation für geistiges Eigentum war sie Sprecherin der westlichen Industriestaaten.
Von 1. September 1986 bis 31. Mai 1992 war sie Präsidentin des Bundespatentgerichtes in München und damit die erste Frau an der Spitze eines oberen Bundesgerichtes.
1992 wurde sie auf eigenen Antrag in den Ruhestand versetzt.
Für das Jahr 1994 wurde sie durch den Bundesminister der Justiz zur Vorsitzenden der Einigungsstelle beim Deutschen Patentamt ernannt.